# Bossen, heiden en valleigebieden van Zandig Vlaanderen: westelijk deel
Bossen, heiden en valleigebieden van Zandig Vlaanderen: westelijk deel of Zandig Vlaanderen West is een Natura 2000-gebied (BE2500004) in Vlaanderen. Het gebied ligt in de provincie West-Vlaanderen. Het Natura 2000-gebied beslaat 3064 hectare verspreid over verschillende natuurgebieden in Zandig Vlaanderen. In het gebied komen zestien Europees beschermde habitattypes voor: blauwgraslanden, droge heide, eiken-beukenbossen op zure bodems, essen-eikenbossen zonder wilde hyacint, glanshaver- en grote vossenstaartgraslanden, heischrale graslanden en soortenrijke graslanden van zure bodems, ondiepe beken en rivieren met goede structuur en watervegetaties, open graslanden op landduinen, oude eiken-berkenbossen op zeer voedselarm zand, slenken en plagplekken op vochtige bodems in de heide, valleibossen, elzenbroekbossen en zachthoutooibossen, vochtige tot natte heide, voedselarme tot matig voedselarme verlandingsvegetaties, voedselarme tot matig voedselarme wateren met droogvallende oevers, voedselrijke, gebufferde wateren met rijke waterplantvegetatie, voedselrijke, soortenrijke ruigtes langs waterlopen en boszomen.
Het landschap bestaat uit beekvalleien en brongebieden met bossen, natte graslanden, droge en vochtige heide, en waardevolle graslandrelicten.
Er komen tien Europees beschermde diersoorten voor in het gebied: bittervoorn, Brandts vleermuis, franjestaart, gewone grootoorvleermuis, grijze grootoorvleermuis, ingekorven vleermuis, laatvlieger, mopsvleermuis, poelkikker, rosse vleermuis, watervleermuis
Gebieden die deel uitmaken van het Natura 2000-gebied zijn: Vrijbos (Bos van Houthulst), Vloethemveld, Zorgvliet, Munkebossen, Wijnendalebos en vallei van de Waterhoenbeek, Sint-Andriesveld, Driekoningen, Lippensgoed-Bulskampveld, Vagevuurbossen, De Gulke Putten, Sint-Pietersveld, De Vorte Bossen, Galatosbossen, Vallei van de Rivierbeek, Schobbejakshoogte-Ryckevelde, Warandeputten, Gruuthuyse, Kampveld (met Nieuwenhove, bosreservaat Rooiveld, Papenvijvers en De Cellen), Rode Dopheidereservaat,  en de Vallei van de Zuidleie.

## Afbeeldingen

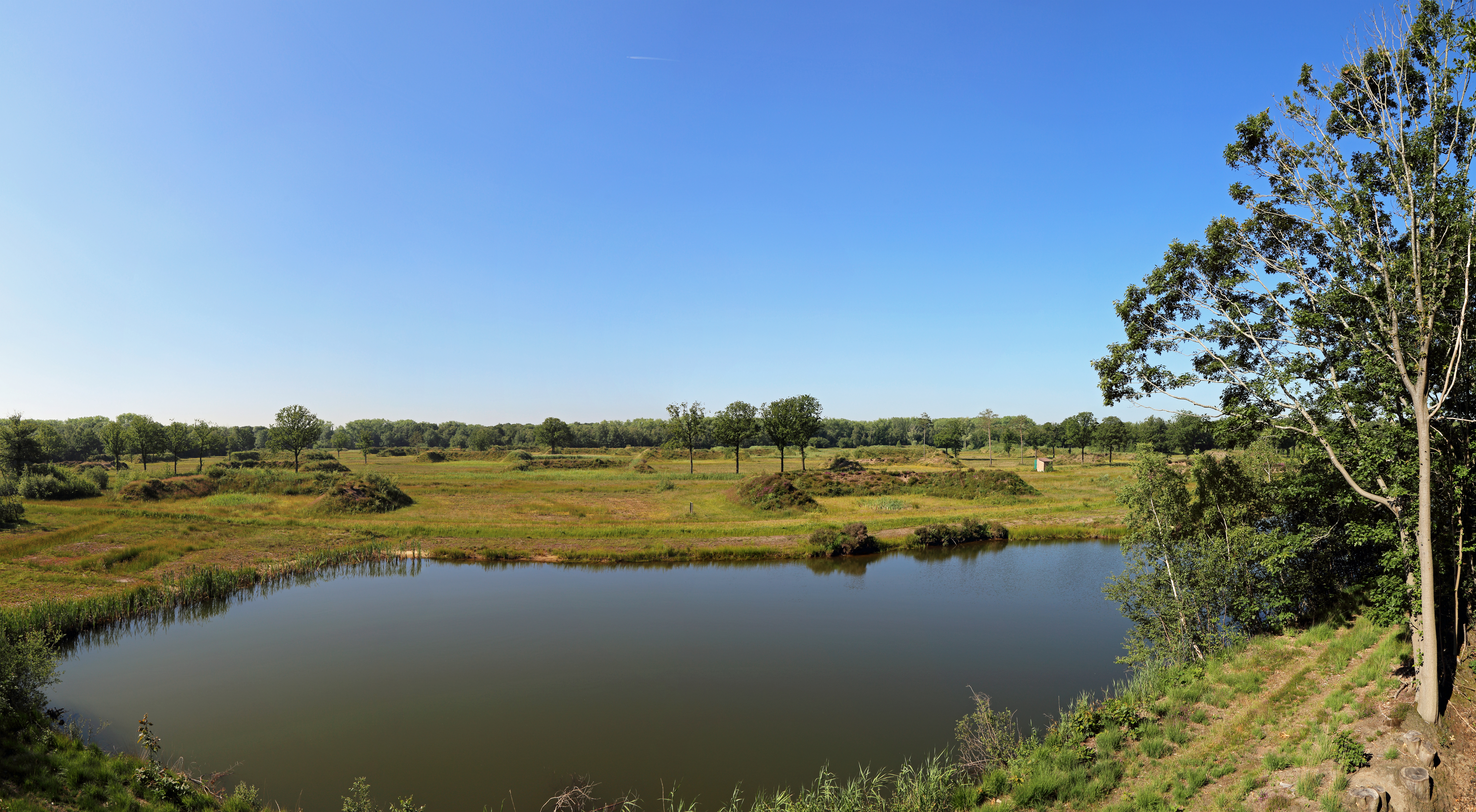
Vloethemveld
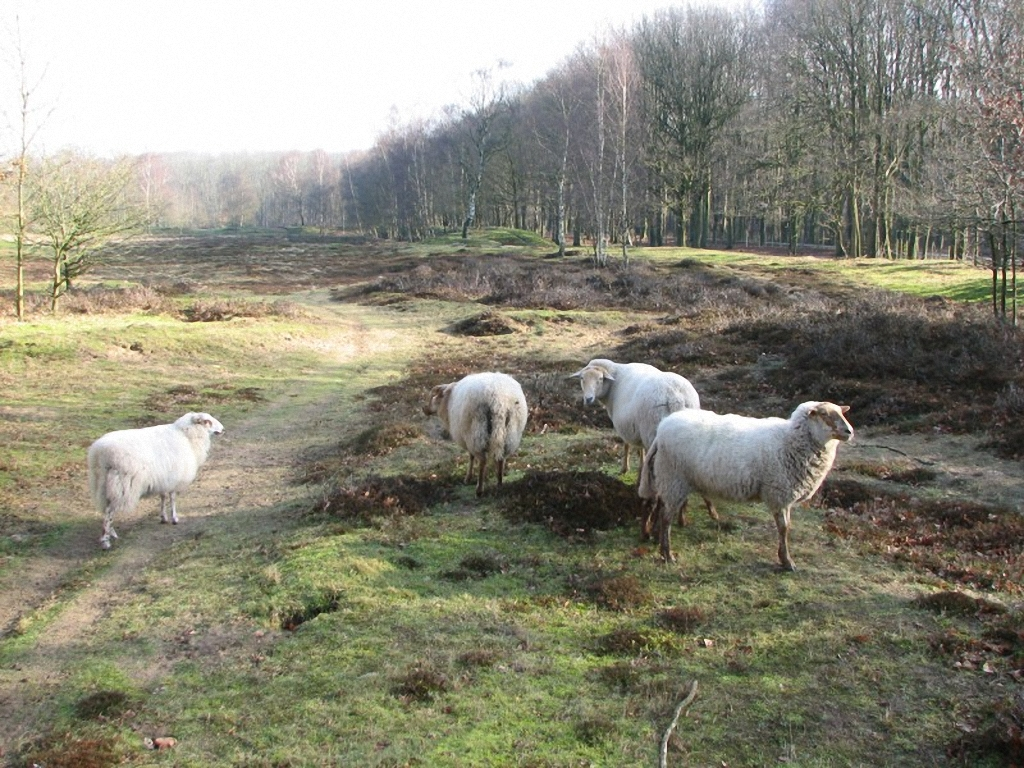
Schobbejakshoogte
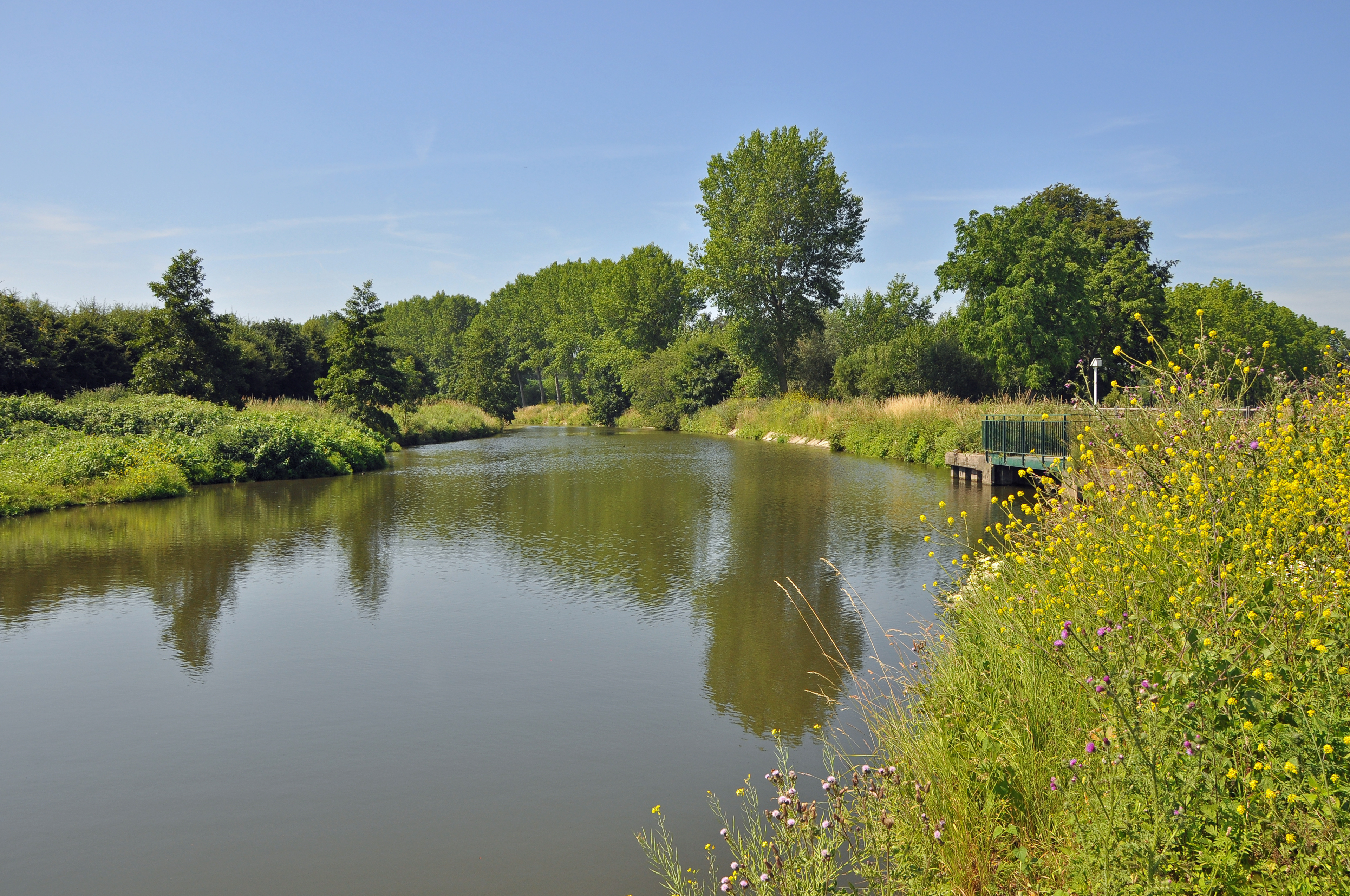
Warandeputten en vallei van de Rivierbeek
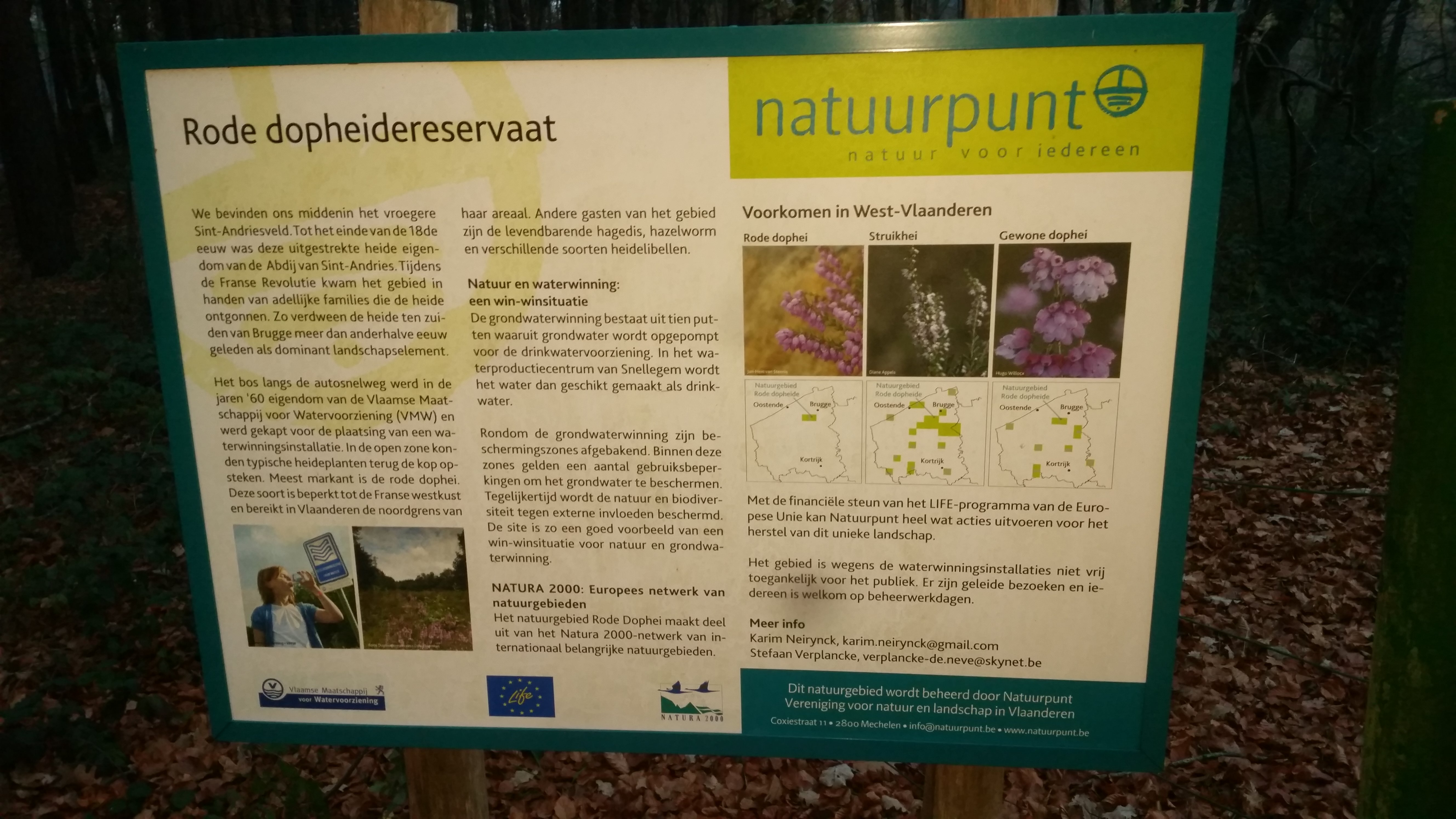
Rode Dopheidereservaat
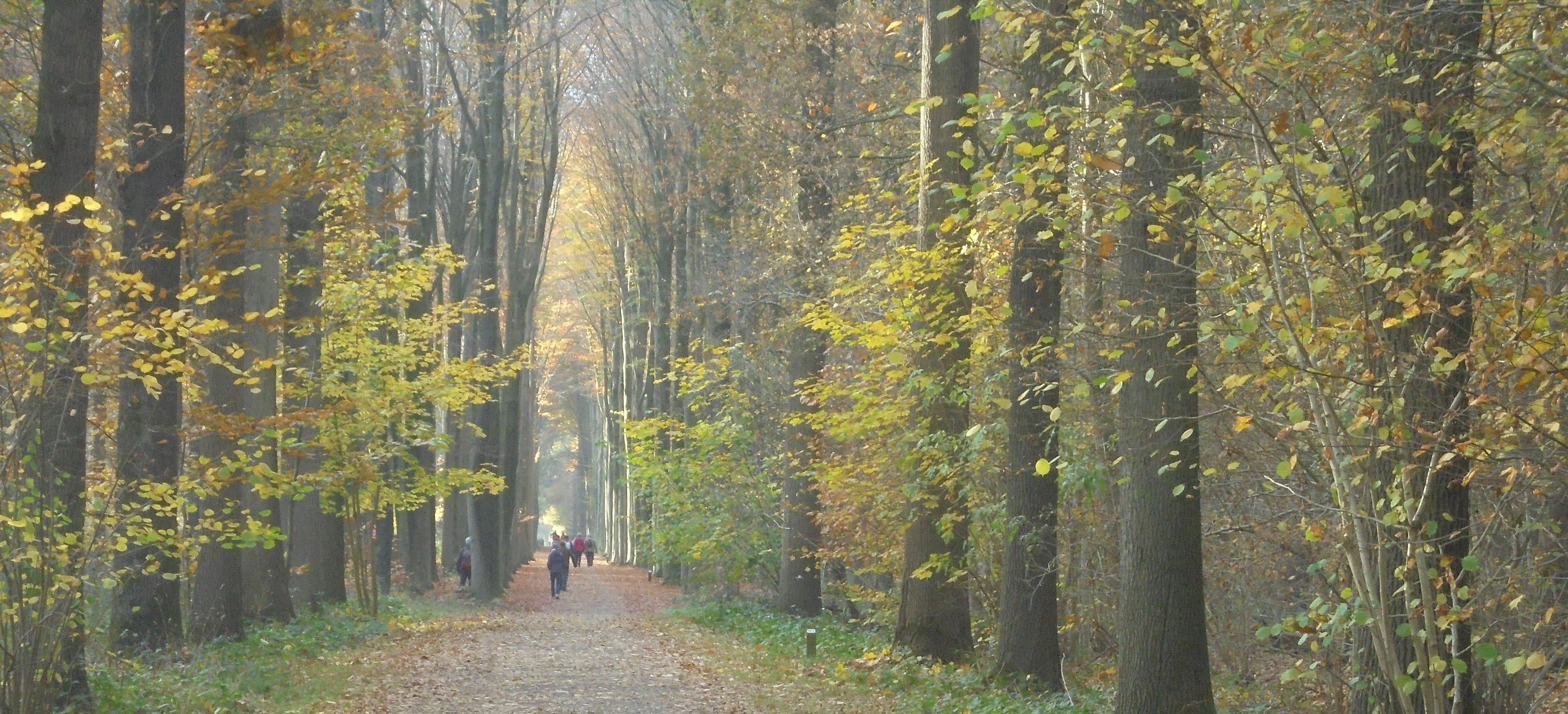
Lippensgoed-Bulskampveld
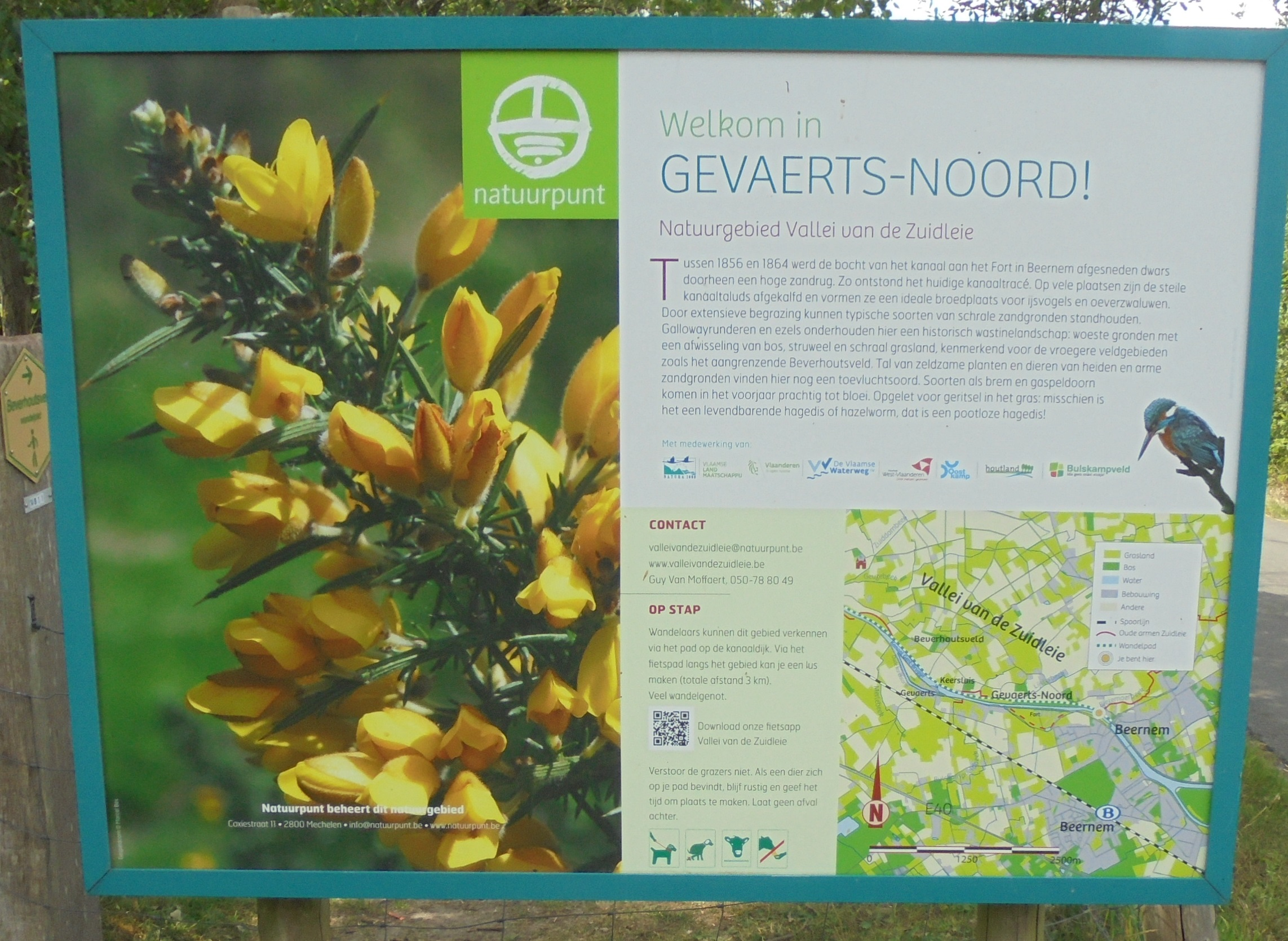
Vallei van de Zuidleie
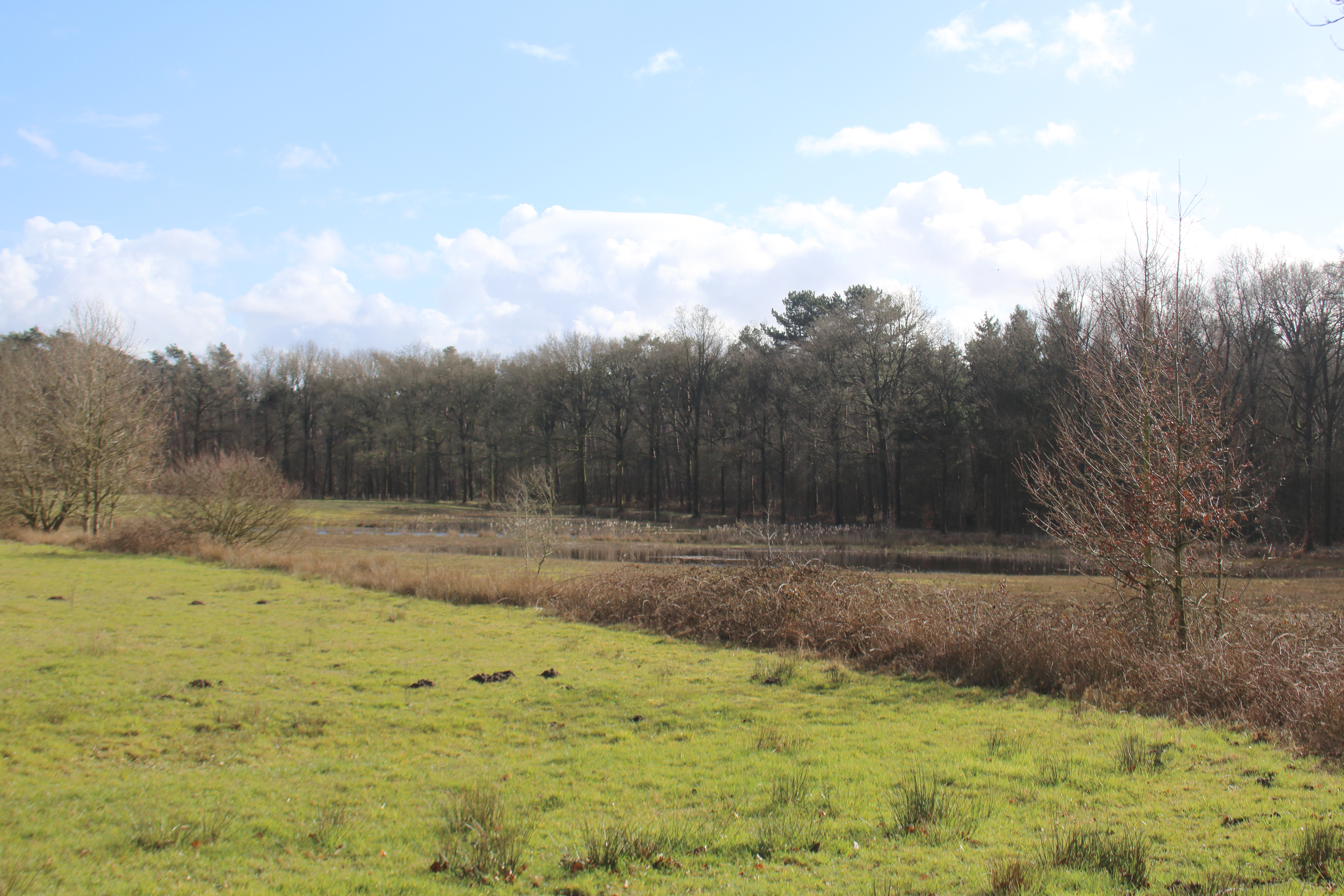
Vagevuurbossen
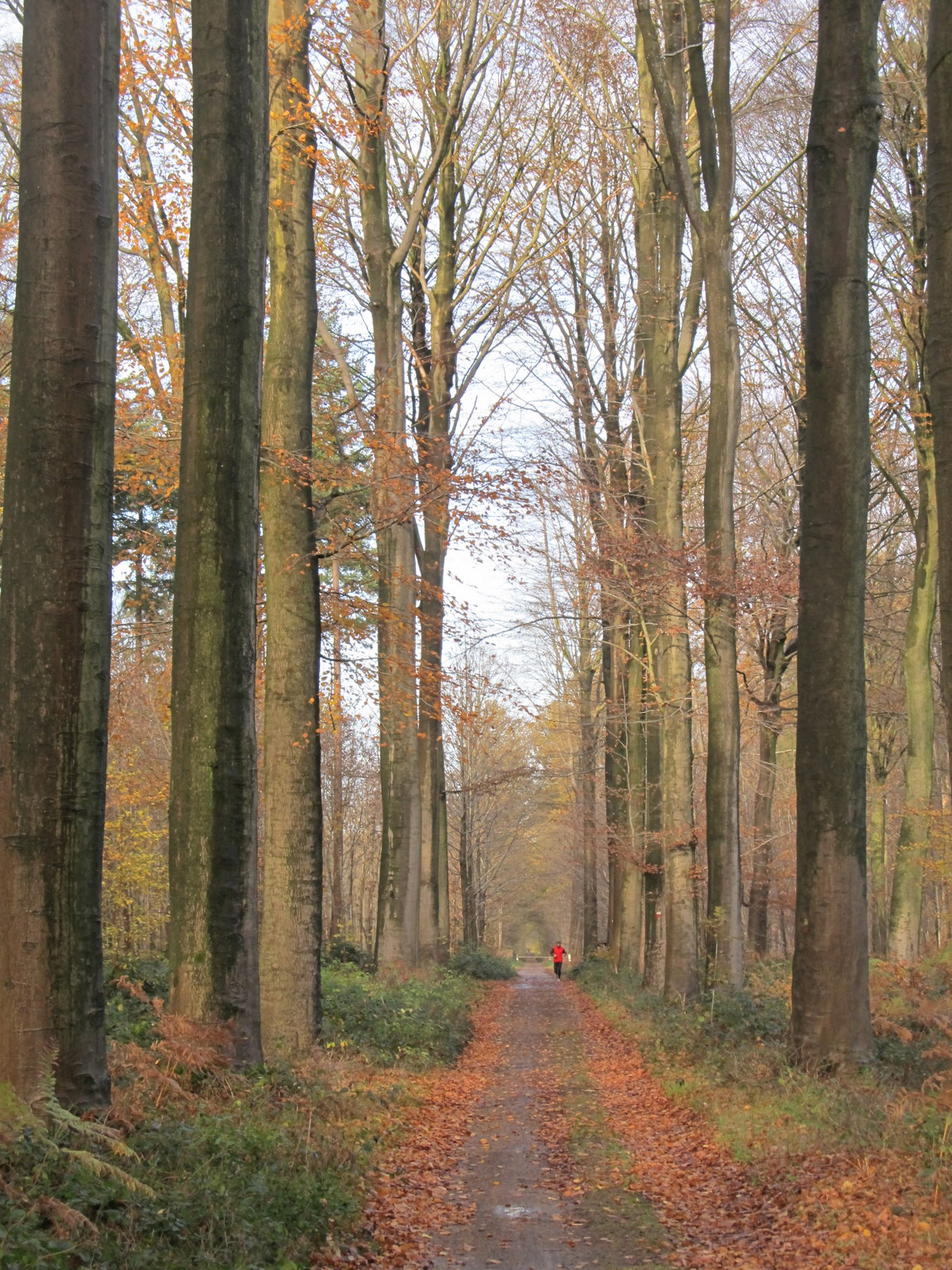
Wijnendalebos